# 어머니 (1971년 영화)
어머니는 한국에서 제작된 전세권 감독의 1971년 드라마 영화이다. 안옥희 등이 주연으로 출연하였다.

## 출연

### 주연
- 안옥희
- 여운계
- 주선태

### 조연
- 김민자
- 김세윤
- 서승현
- 김인문